# Joseph Jessurun de Mesquita
Joseph Jessurun de Mesquita (Amsterdam, 7. září 1865 – 1. dubna 1890) byl nizozemský fotograf. Nechal se ovlivnit principy impresionismu a rozhodl se pro frivolní registraci okamžiku, který nepředstavoval v době, kdy ve fotografii stále silně dominovala práce ateliérových fotografů, obvyklou tvorbu. Jeho nejslavnější fotografií jsou umělecké portréty z roku 1888, skupinový portrét umělců, na kterém byli: Willem Witsen, Willem Kloos, Hein Boeken a Maurits van der Valk ze skupiny Tachtigers.
Joseph Jessurun de Mesquita se stal známým také svou publikací Gids voor den Amateur-Fotograaf (Průvodce amatérského fotografa, 1889). Jeho mladší bratr Samuel Jessurun de Mesquita byl známý malíř.

## Životopis
Joseph Jessurun de Mesquita se narodil jako syn Joshua Jessuruna de Mesquita a Judith Mendes da Costa. Pocházel z bohatého prostředí. Jeho rodiče žili v noblesní čtvrti Maarten Jansz Kosterstraat, hned za ulicí Sarphatistraat. Když bylo Josephovi osm let, jeho matka zemřela. O šest let později byl zaregistrován jako student na gymnáziu Stedelijk v Amsterdamu. Pozdější spisovatel Frans Coenen byl jeho spolužákem, zatímco Herman Gorter byl o dva stupně výše. V roce 1881 založil debatní klub „Eloquentia“, mimo jiné s Albertem Verweyem. Cílem tohoto klubu bylo „procvičovat výtvarné umění a řečnictví.“ Přednášky probíhaly v domovech členů nebo v zasedací místnosti (bývalé) kavárny Willemsen na Heiligeweg 26–28 v Amsterdamu.
Není jasné, proč v roce 1883 gymnázium opustil. Není také jasné, co dělal do roku 1888. Je známo, že v září 1888 začal žít v pokojích na Burmanstraat poblíž Oosterparkstraat. Zaregistroval se tam jako „fotograf“. Měl velký zájem o umění a cítil, že fotografie vyžaduje umělecký talent, což je v rozporu s obecným názorem, že fotografie je jen řemeslo.
Měl také literární aspirace, ale bez konkrétního výsledku. Byl členem spolku Tachtigers (osmdesátá léta) a dvakrát zaslal literární skici De Nieuwe Gidovi, které však byly odmítnuty. V roce 1889 vydal svůj Gids voor den Amateur-Fotograaf (Průvodce amatérského fotografa), který se občas stále (2021) prodává.
Známý malíř Isaac Israëls ho 1. dubna 1890 našel mrtvého na pohovce. Otrávil se kyanidem.

## Galerie

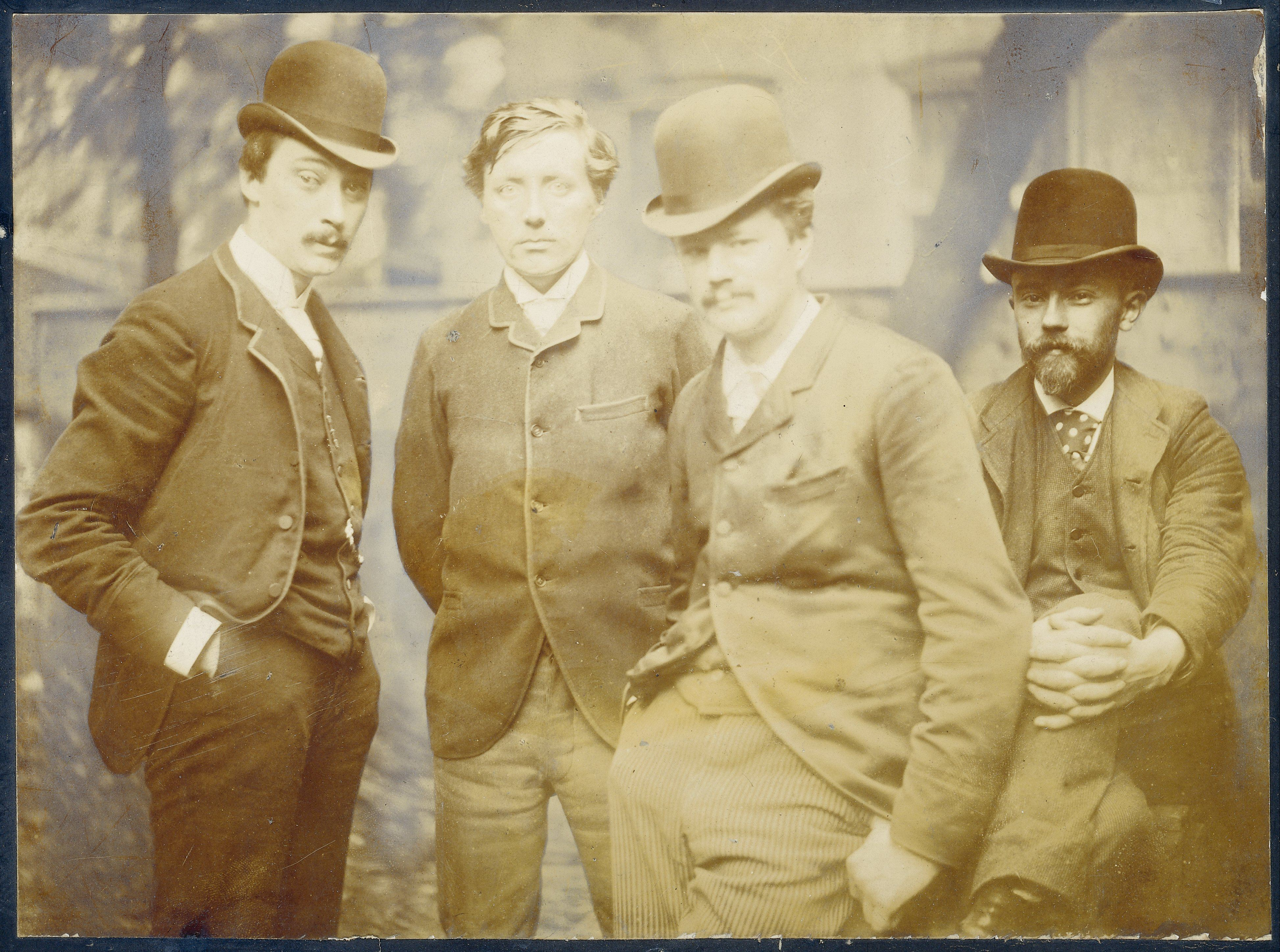
Portréty umělců spolku Tachtigers: Willem Witsen, Willem Kloos, Hein Boeken a Maurits van der Valk, 1888
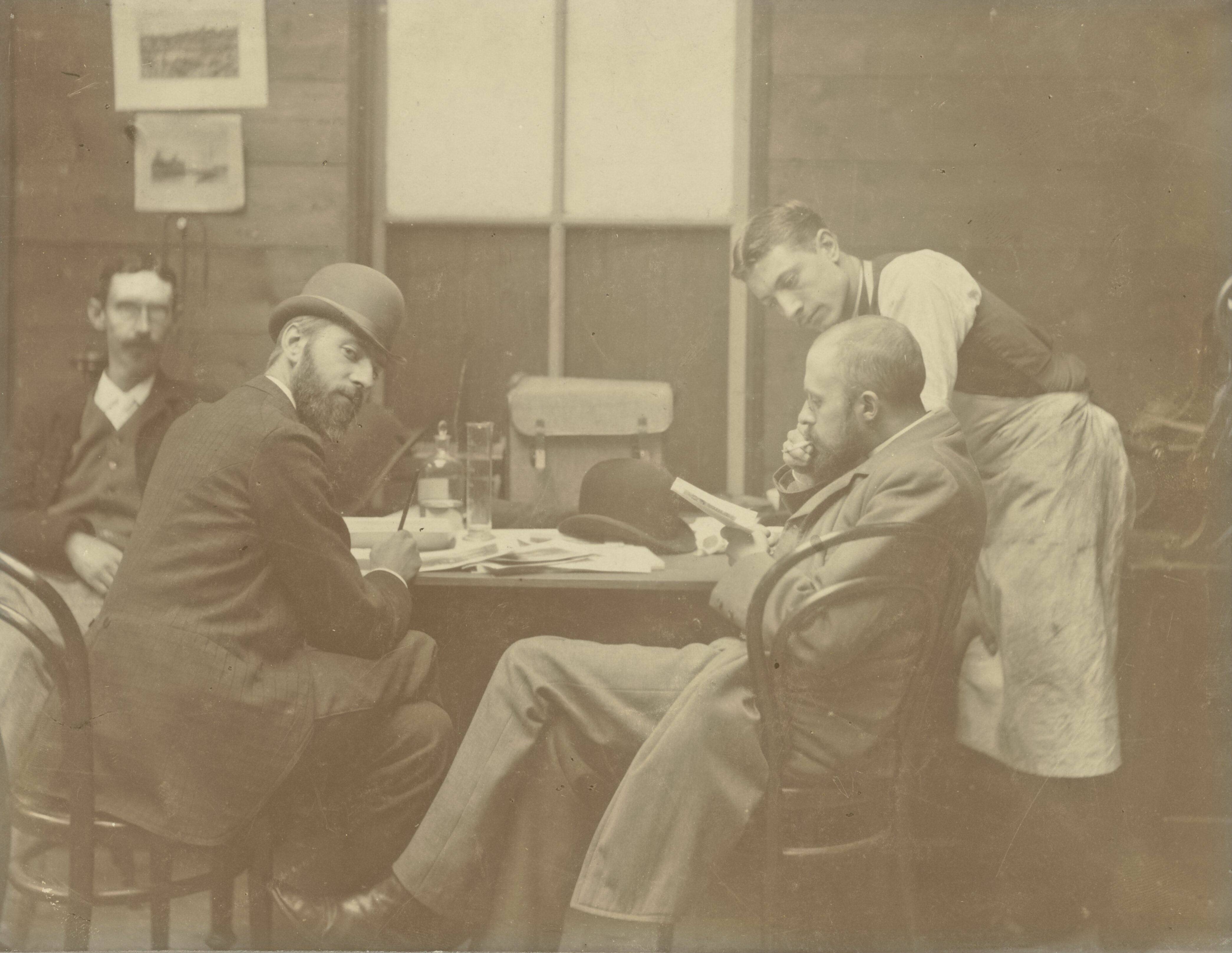
Philip Zilcken, Marius Bauer, Jan Veth a Martinus Mouton
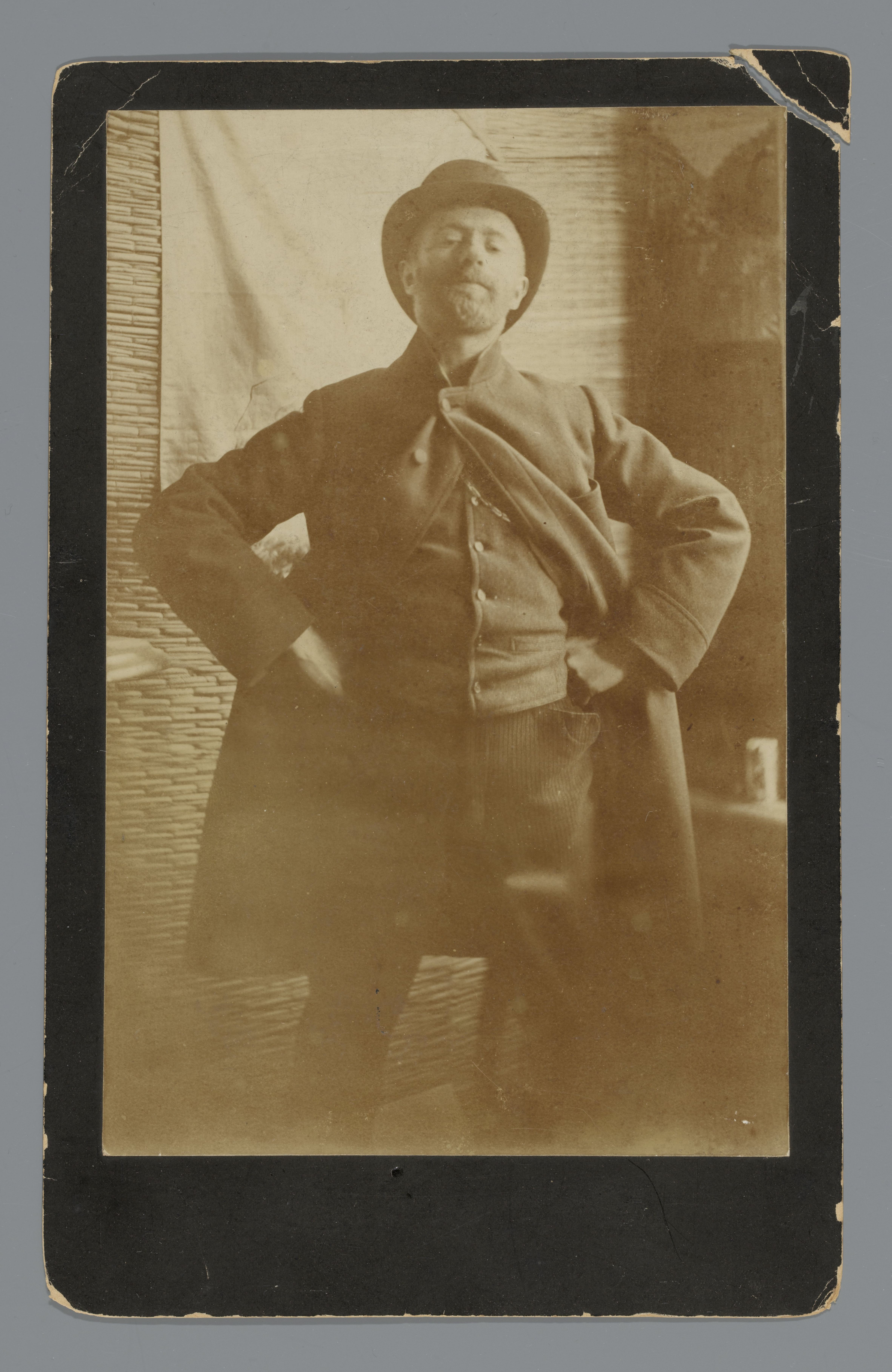
Isaac Israëls
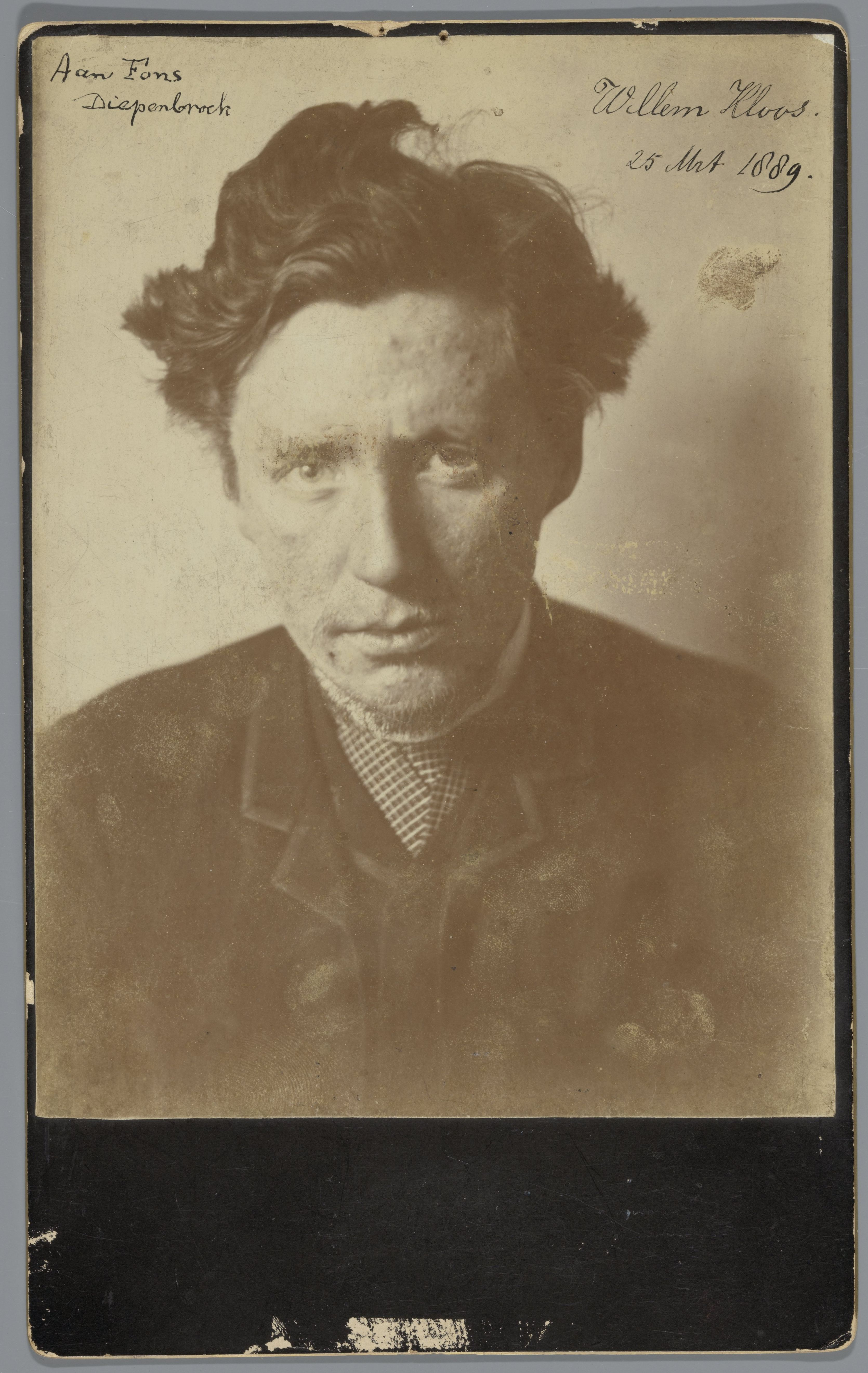
Willem Kloos
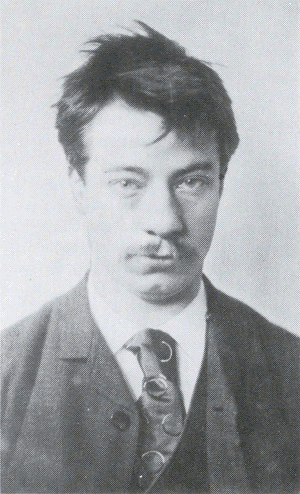
Albert Verwey, 1888
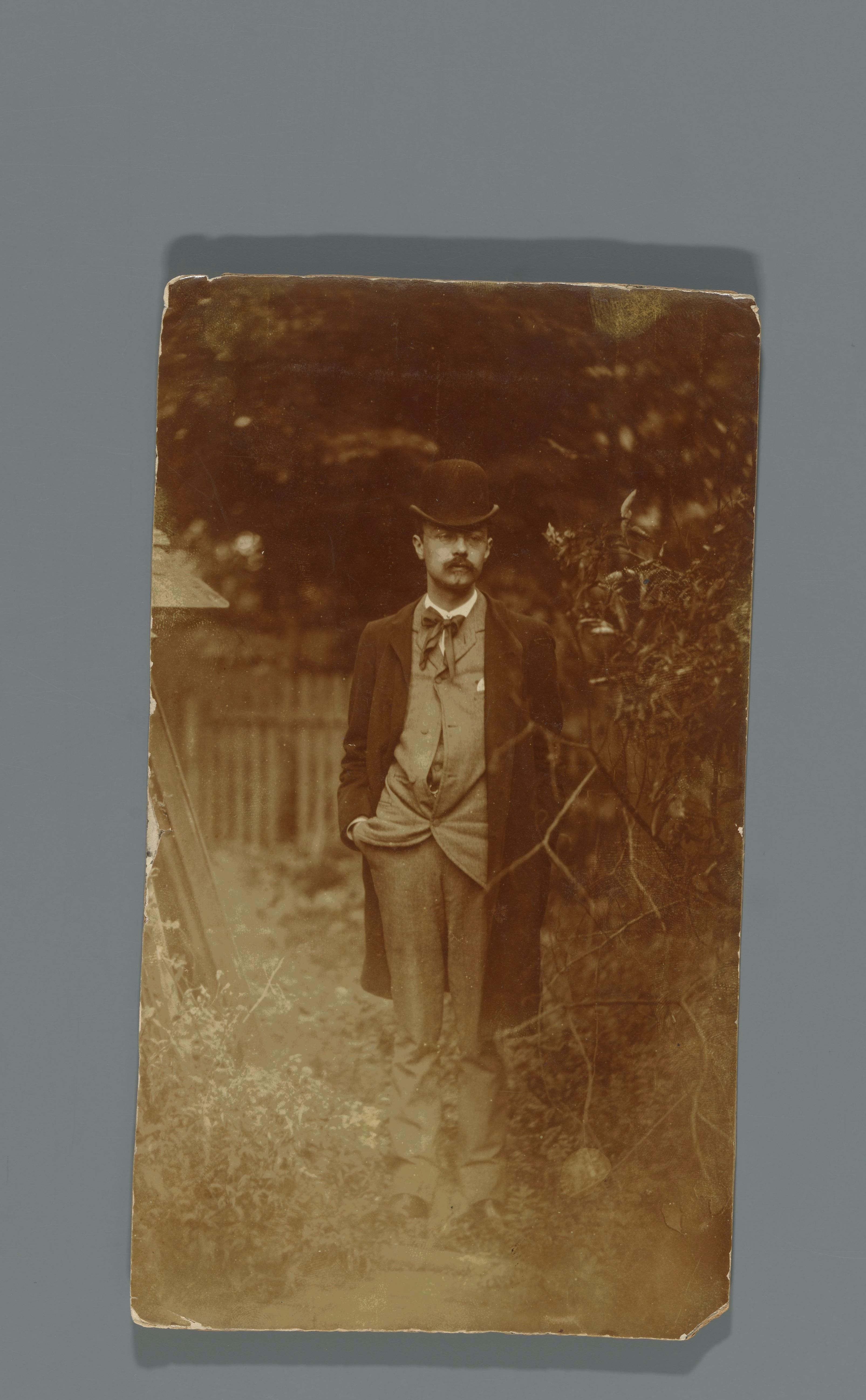
Alphons Diepenbrock
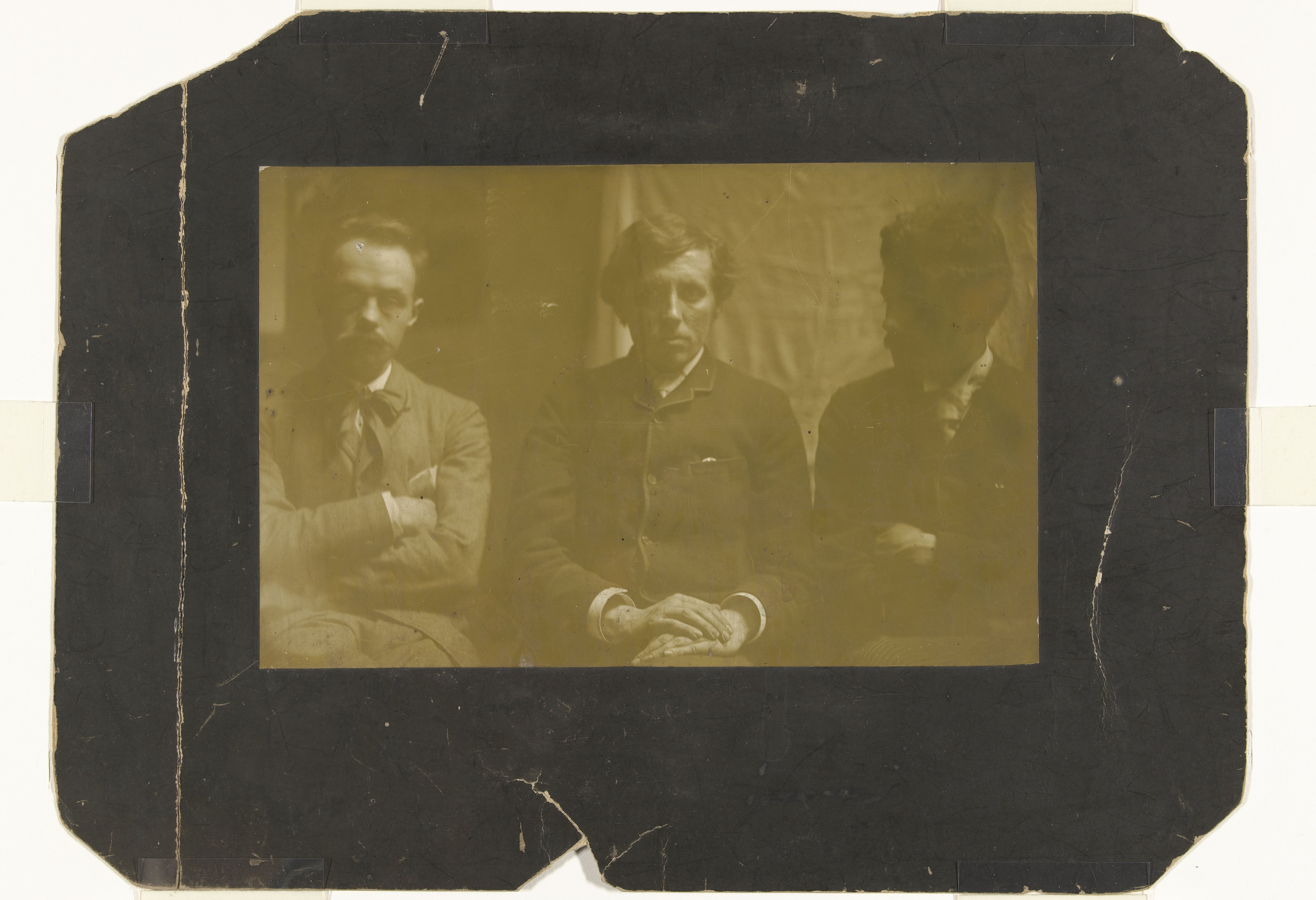
Alphons Diepenbrock, Willem Kloos a Hein Boeken

## Práce ve veřejných sbírkách (výběr)
- Rijksmuseum Amsterdam [1]